# Brunei aux Jeux olympiques
Le Brunei a peu participé aux Jeux olympiques et ses participations se sont limitées aux Jeux olympiques d'été par l'envoi d'un seul athlète lors de ses dernières représentations.

## Historique
Le comité olympique a été créé en 1984 mais il n'a été autorisé à participer aux Jeux qu'en 1988. À l'occasion des Jeux de Séoul, seul un représentant participe aux cérémonies mais aucun athlète n'est engagé.
Il faut attendre 1996 pour voir le premier sportif, Jefri Bolkiah Abdul Hakeem, concourir dans la discipline du tir. Il se classe à la 49e place sur 54 participants dans l'épreuve du skeet. Quatre ans après, à Sydney, Haseri Asli est lui aussi le seul à représenter son pays, en athlétisme, mais il ne passe pas le premier tour de qualification du 100m. En 2004, Jimmy Anak Ahar, athlète de demi-fond, est engagé dans l'épreuve du 1500m mais finit à la 13e place, non-qualificative, lors des séries.
Le pays avait envisagé de participer aux Jeux de Pékin en 2008 en envoyant deux sportifs, Maria Grace Koh en natation et Mohammed Yazid Yatimi Yusof en tir, mais le comité ne put les inscrire à temps. Lors des Jeux de Londres, le Brunei a envoyé trois sportifs, dont, pour la première fois, une femme.